# Intel Atom
Intel Atom is een merknaam voor een serie x86- en x86-64-microprocessors van Intel, voorheen Silverthorne- en Diamondville-processors genoemd (codenamen), ontworpen voor een 45nm-CMOS-procedé en bedoeld voor gebruik in ultra-mobiele pc's, smartphones en andere draagbare en energiezuinige apparaten.
Het Intel Atom-platform vormt de basis voor de meeste netbooks. Dit zijn kleine, lichte en goedkope laptops die geschikt zijn voor algemeen gebruik en om toegang te krijgen tot internetapplicaties. Ook is dit platform aanwezig in lichte thuisservers en uitgebreidere NAS-apparaten voor consumenten.